# Nemphe
Die Nemphe ist ein 14,3 km langer, rechter Zufluss der Eder im Landkreis Waldeck-Frankenberg in Hessen. Sie wird als Gewässer III. Ordnung eingestuft.

## Name
Der Name erscheint in den schriftlichen Aufzeichnungen erstmals als Name einer heutigen Wüstung im Jahr 1243 (Netphe). Im Althochdeutschen hießt der Fluss wahrscheinlich *Nidaffa, einer Zusammensetzung aus althochdeutsch nida für unterhalb und dem Hydronym -apa.

## Verlauf
Die Nemphe entspringt im nördlichen Teil des nördlichen Burgwalds, fließt westlich bis zum so genannten Herrenweg, um dann in nördlicher Richtung den Burgwalder Ortsteil Bottendorf zu durchfließen. Am Südrand der Stadt Frankenberg nimmt die Nemphe ihren größten Zufluss, das Kalte Wasser, auf und mündet dann in die Eder.
Das Einzugsgebiet der Nemphe umfasst 38,383 km², ihr mittlerer Abfluss (MQ) beträgt 293,5 l/s.

## Naturschutz
Das Nemphetal bei Bottendorf hat den Status eines Naturschutzgebiets und seit 2004 eines ausgewiesenen FFH-Gebiets. Es handelt sich um ein naturnahes Waldwiesenbachtal, wie es häufig im Burgwald anzutreffen ist. In ihm finden sich dystrophe Tümpel und vermoorte Bereiche, eine Vielzahl seltener Tierarten wie Zwergtaucher und Schwarzstorch sowie seltene Pflanzenarten, insbesondere Wasserpflanzen. Die angelegten Teiche stammen aus der Zeit der Zisterzienser. Das Gebiet umfasst eine Fläche von 36 ha. Nach Osten grenzt das Schutzgebiet an das FFH-Gebiet Wald zwischen Roda und Oberholzhausen.

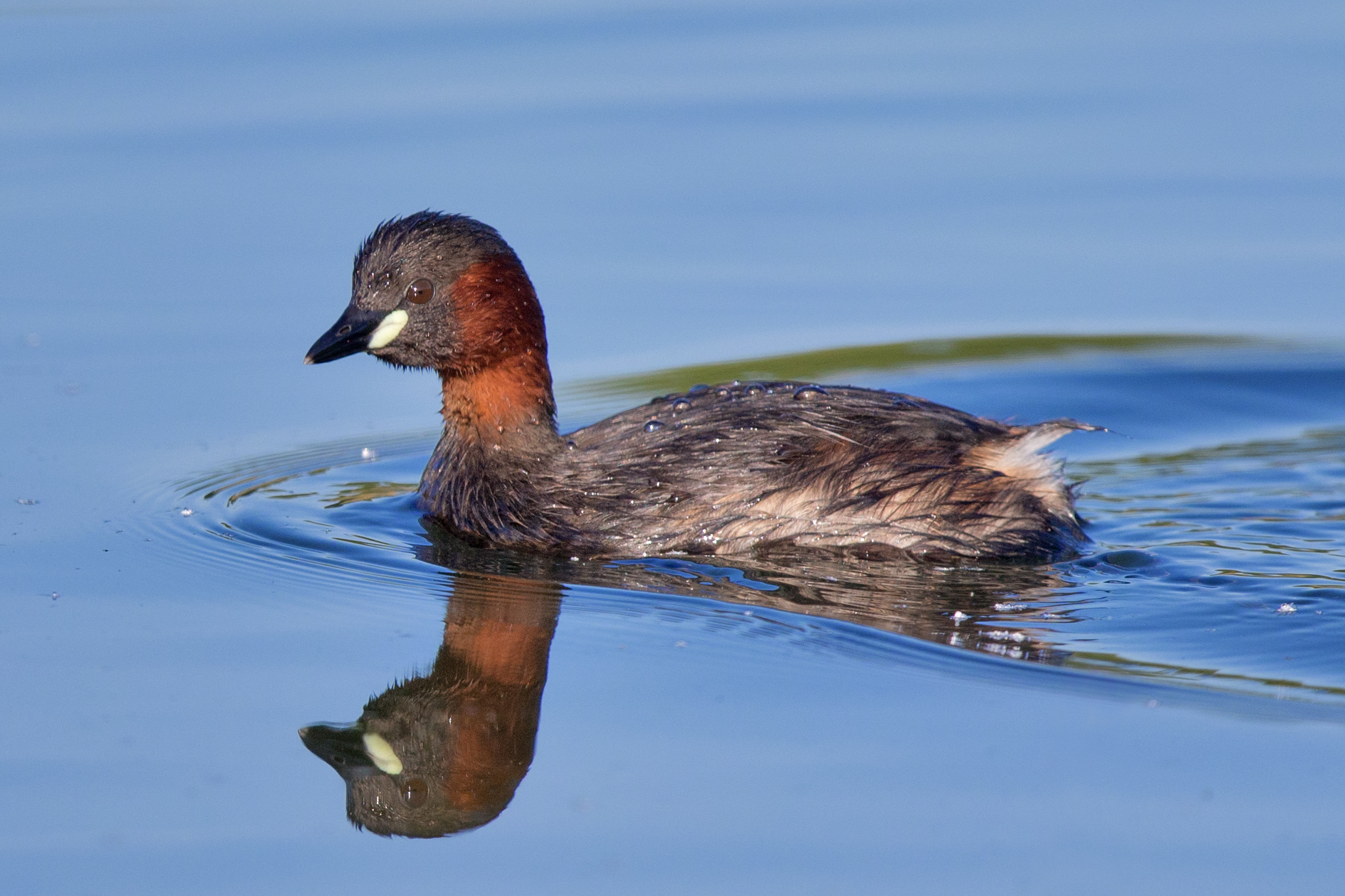
Zwergtaucher
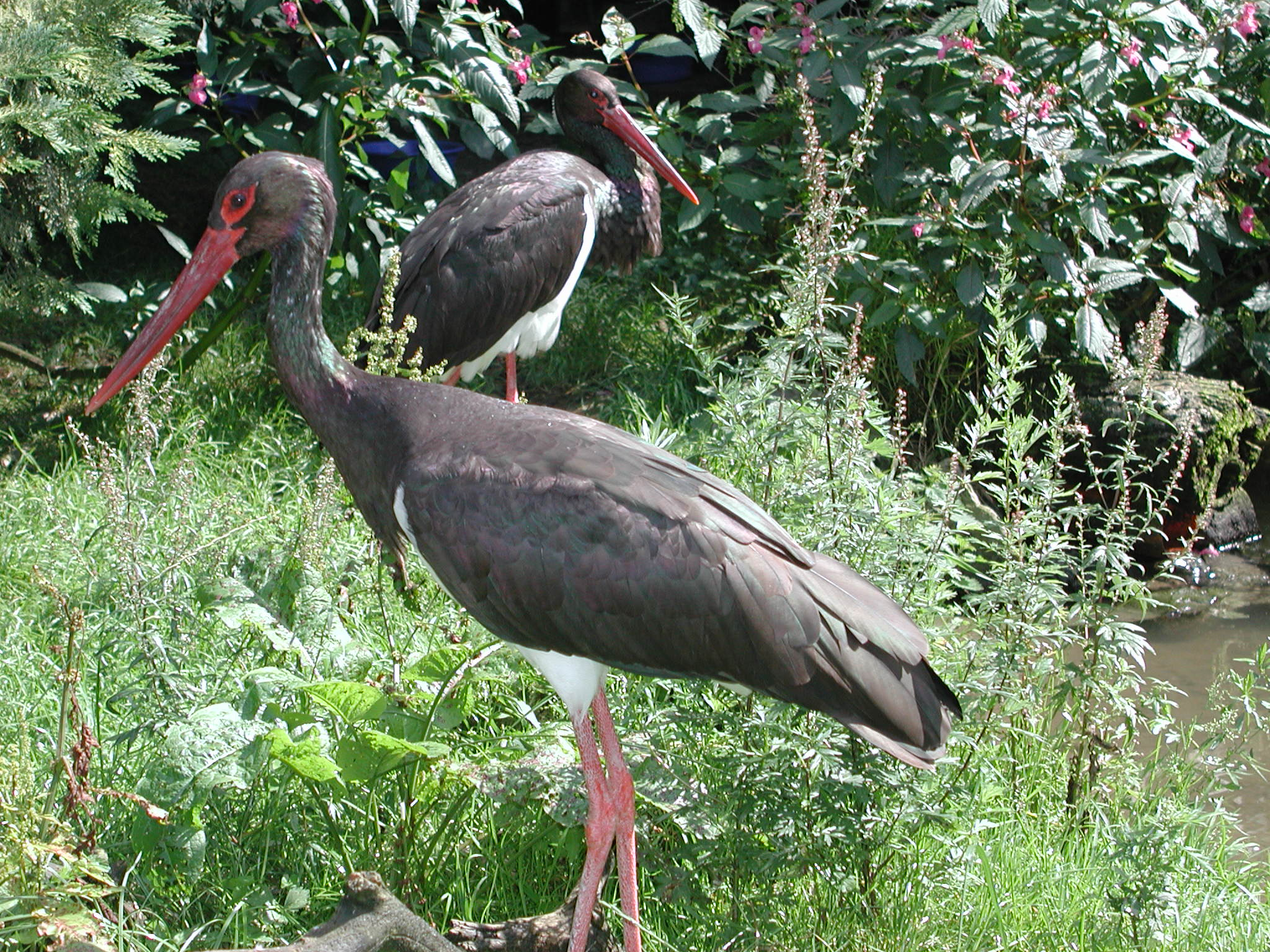
Schwarzstörche
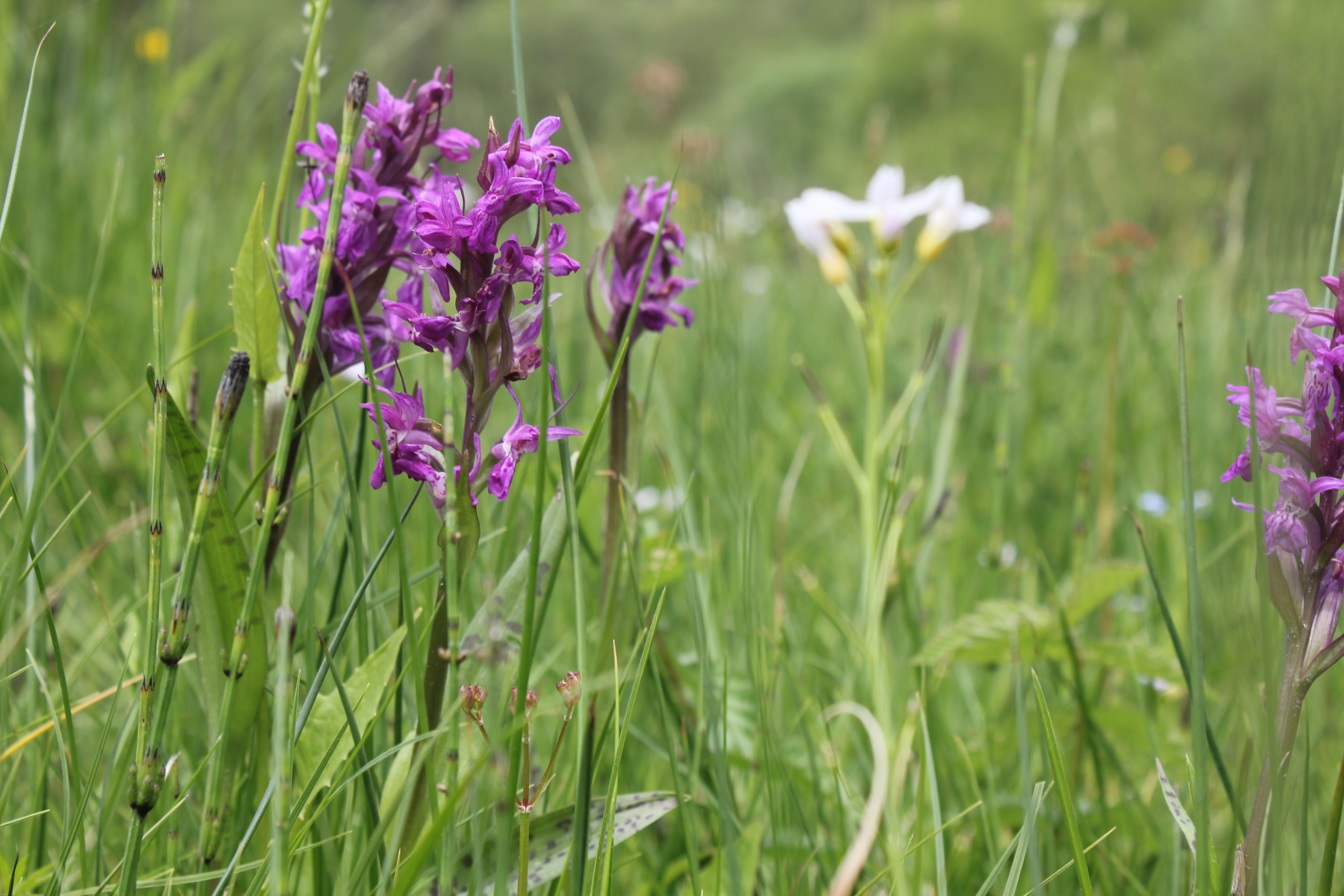
Orchideenwiese an der Nemphe mit Breitblättrigem Knabenkraut, Schachtelhalm und Wiesen-Schaumkraut
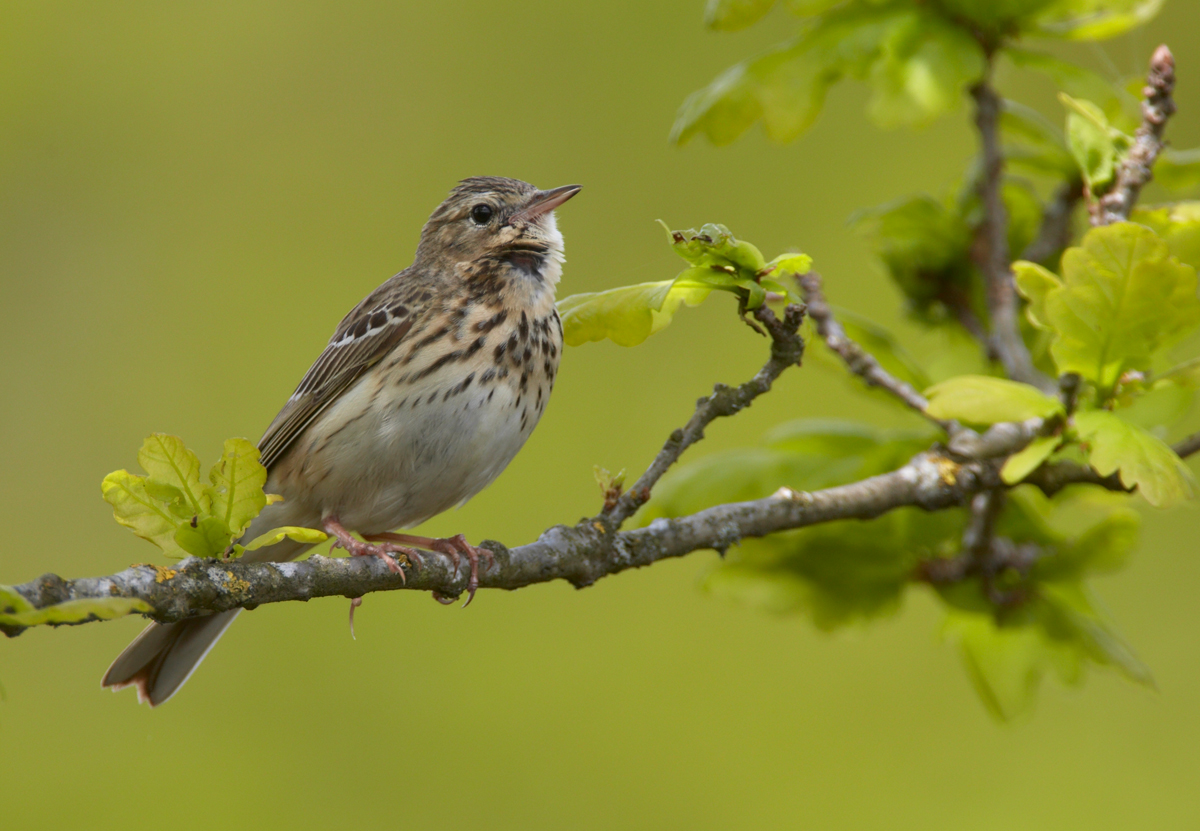
Baumpieper
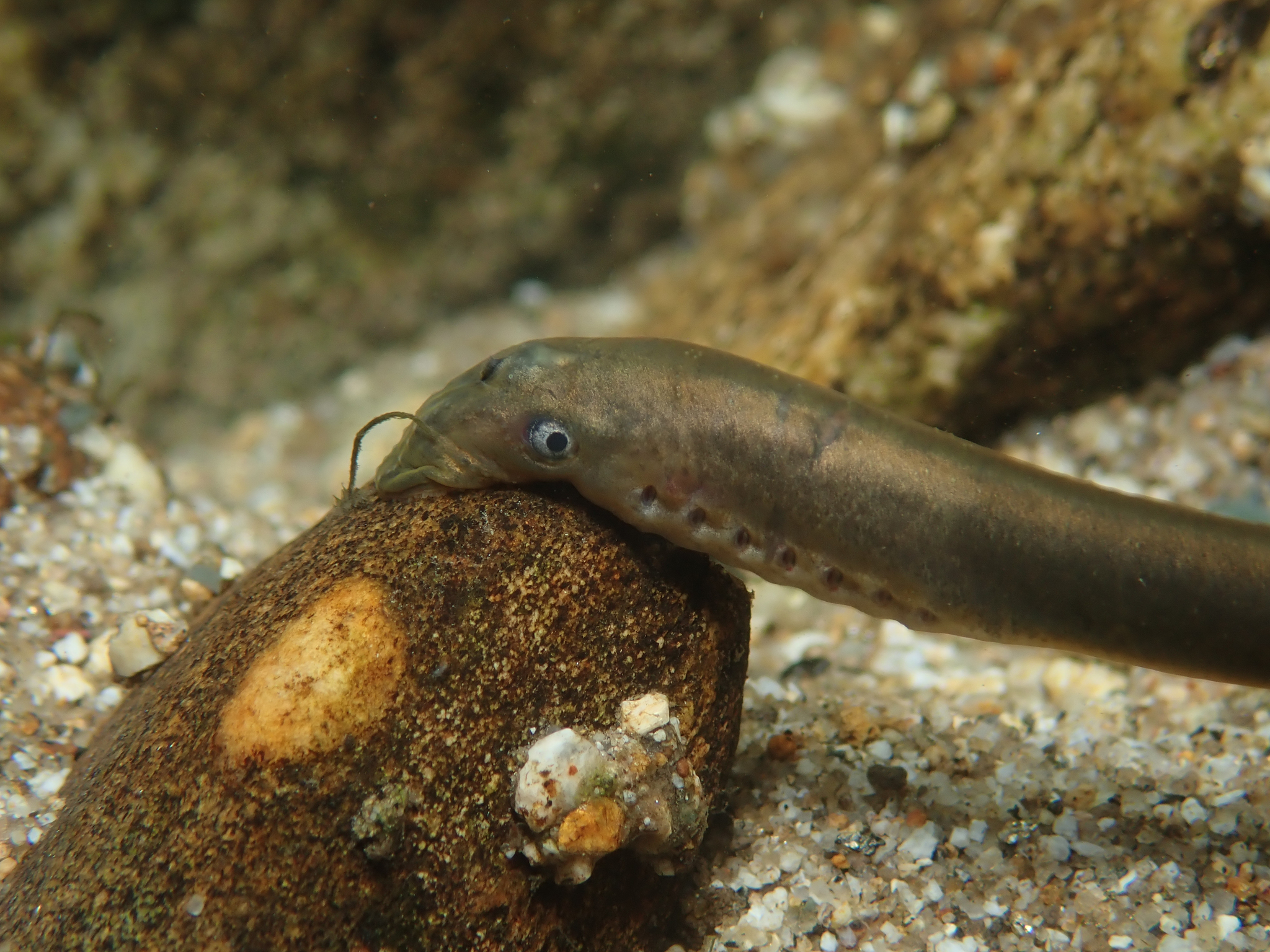
Bachneunauge
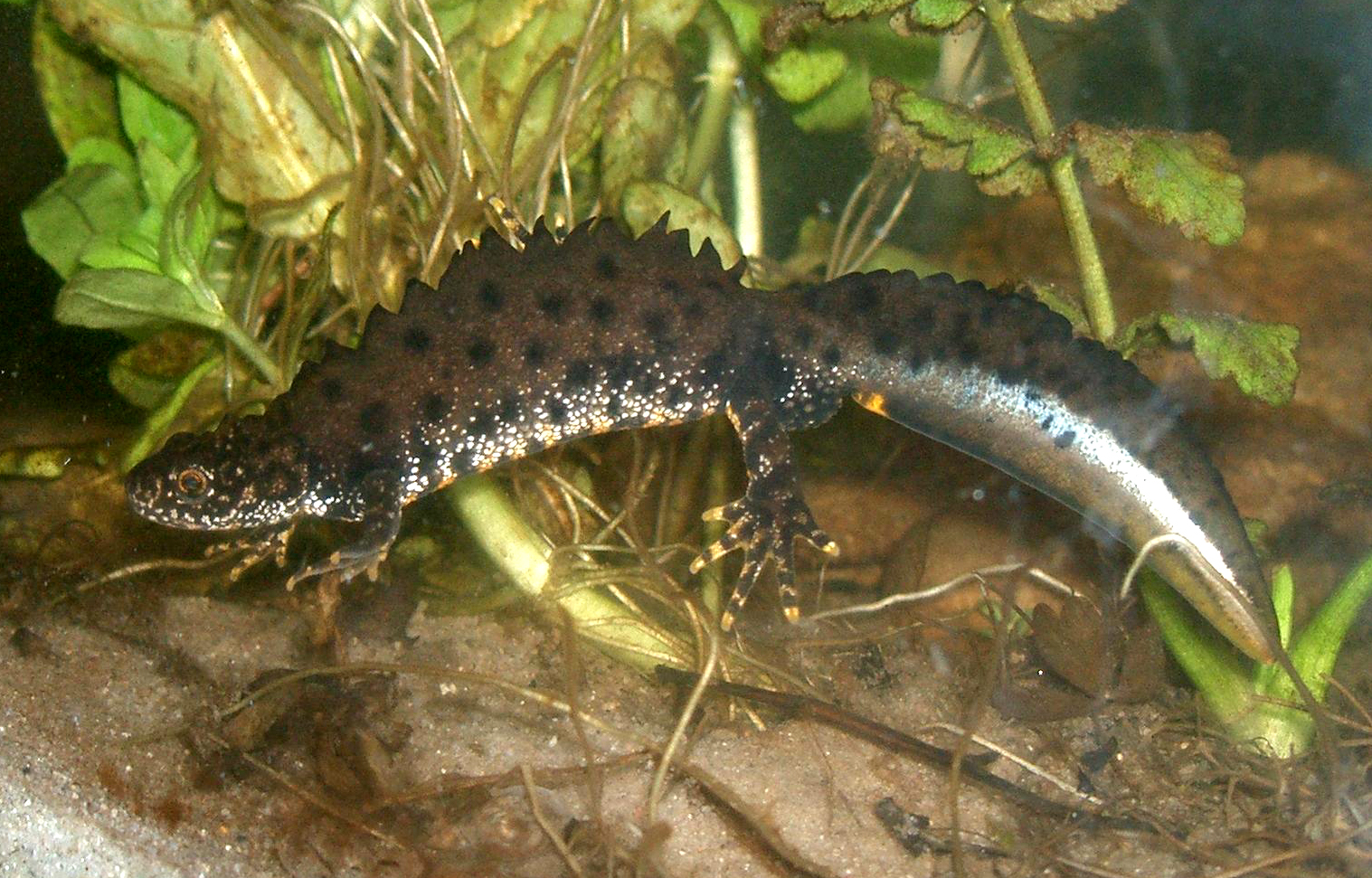
Nördlicher Kammmolch
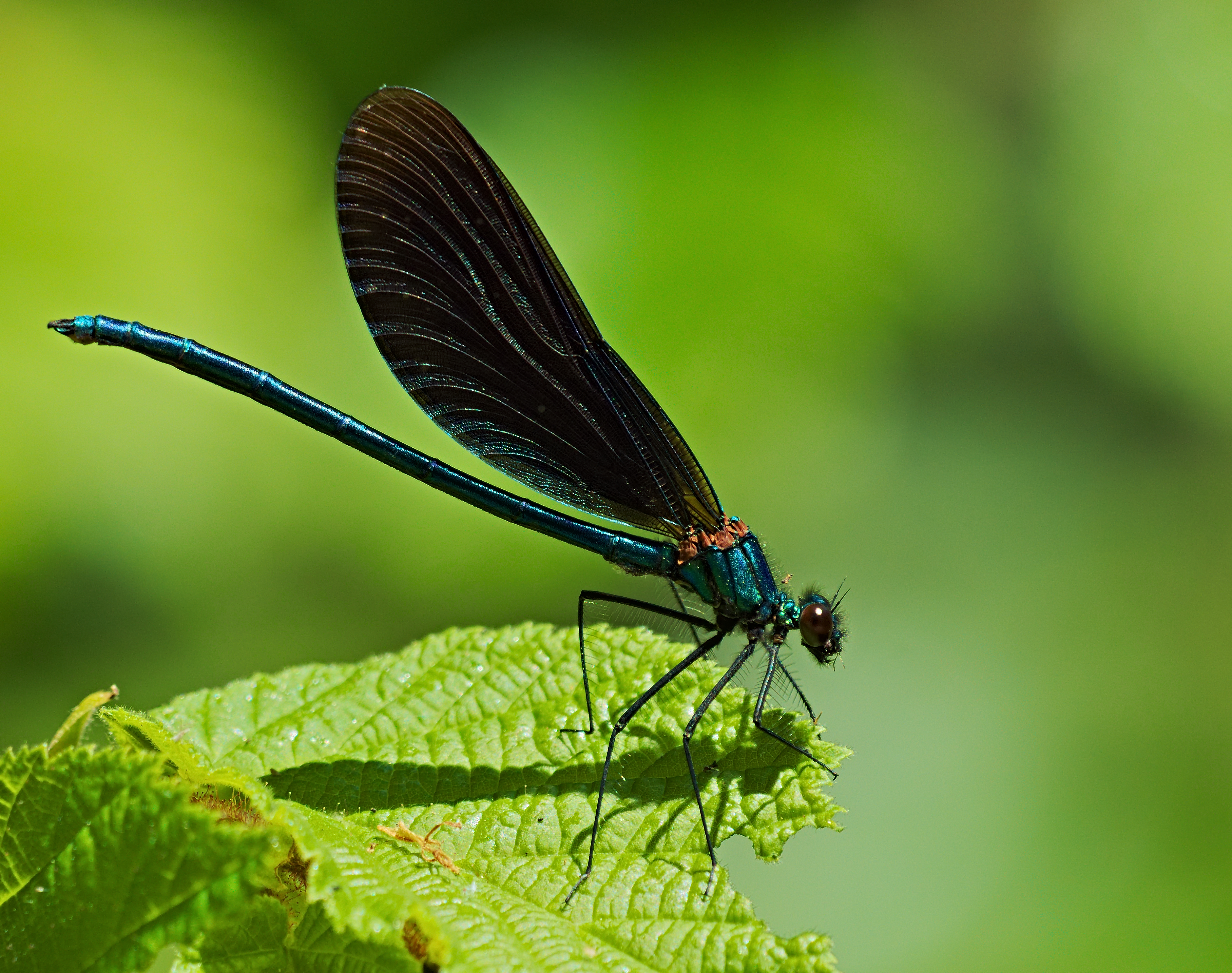
Blauflügel-Prachtlibelle

Die Nemphe wird an mehreren Stellen unter anderem von der Naturschutzjugend (NAJU) Frankenberg und der Verbandsgewässergruppe Obere Eder im Fischereiverband Kurhessen im Bereich der Stadt Frankenberg renaturiert.
Im Bereich des Herrenwegs befindet sich inmitten des Waldes ein großer künstlich beregneter Holzlagerplatz, ein so genanntes Nasslager, dessen Wasserbedarf aus der Nemphe gedeckt wird.